# Горняк (хоккейный клуб, Оленегорск)
«Горня́к» — команда по хоккею с шайбой, существовавшая в городе Оленегорске Мурманской области.

## История клуба
С 1975 года команда «Горняк» стала участником игр класса «Б» чемпионата СССР. После ликвидации в 1981 году этого турнира команда была расформирована. Одновременно в Оленегорск переехала ленинградская команда «Звезда», вернувшаяся обратно в 1985 году.
Хоккейная команда стала заново формироваться в конце 1980-х. В 1989 году возрождённый «Горняк» начал выступать в первенствах области и Северо-Запада России. В 1990 году команда получила право участвовать во второй лиге первенства СССР и после этого выступала в чемпионатах СССР, затем СНГ, России, занимала ведущие позиции и становилась призёрами своих дивизионов. В 1997 году в связи с финансовыми трудностями Оленегорского ГОКа команду расформировали. В настоящее время «Горняк» играет в областных чемпионатах.